# Isabella Morrone
Freja Isabella Morrone, född den 20 januari 1989, är en svensk kock och krögare.

## Biografi
Isabella Morrone har tidigare bland annat arbetat Caina på Nobis Hotel och på Operakällaren. Hon har tidigare bland annat drivit restaurangerna La Bocca och Bella på Österlen. Under hösten 2025 kommer hon att öppna en ny restaurang som bär hennes namn.
Morrone har medverkat i två upplagor av Kockarnas kamp. 2016 kom hon på en tredje plats, och hon medverkade även i All Star-säsongen 2023. Under säsongen fick hon mycket uppmärksamhet när hon öppenhjärtig berättade om mobbning, chefsterror och sexuella övergrepp i restaurangbranschen. Hon kommer även medverka i den kommande VIP-säsongen av Elitstyrkans hemligheter på TV4.